# وعلان شاحب
وعلان شاحب (الاسم العلمي:Commelina pallida) هو نوع من النباتات يتبع جنس الوعلان من الفصيلة الوعلانية.